# Estación Shopping (Metro de Brasilia)
La Estación Shopping es una de las estaciones del Metro de Brasilia, situada en Brasilia, entre la Estación Terminal Asa Sul y la Estación Feira. La estación está localizada fuera de la zona urbana.
Fue inaugurada en 2001 y atiende principalmente a la población que llega por la Carretera de Brasilia.

## Cercanías
- Plaza del Extra (Pracinha)
- Hipermercado Extra Brasilia Park
- Leroy Merlin
- Carretera de Brasilia